# Ezra Stone
Ezra Stone (2 de diciembre de 1917 – 3 de marzo de 1994) fue un actor y director de nacionalidad estadounidense, cuya carrera artística abarcó el teatro, la radio, el cine y la televisión. Su papel más destacado como actor fue el del adolescente Henry Aldrich en la serie radiofónica  The Aldrich Family.

## Biografía
Su verdadero nombre era Ezra Chaim Feinstone, y nació en New Bedford, Massachusetts. Stone estudió interpretación en la American Academy of Dramatic Arts, empezando su carrera profesional en el teatro a mediados de los años 1930, actuando como Henry Aldrich en la pieza de Clifford Goldsmith What a Life. Goldsmith después llevó a su personaje Henry y a su familia a formar parte de unos sketches radiofónicos en los cuales participaban los cantantes Rudy Vallee y Kate Smith. La popularidad de esos números hizo que la NBC diera a Goldsmith la posibilidad de desarrollar en 1938 una serie de media hora de duración como reemplzao veraniego de Jack Benny.
En 1939, The Aldrich Family se había convertido en una serie de éxito por méritos propios, trabajando en la misma Katherine Raht y House Jameson. Según el historiador de la radio Gerald Nachman, The Aldrich Family dio con una fórmula que sentó las bases de muchas futuras sitcoms.
Stone continuó interpretando a Henry hasta 1942, cuando hubo de incorporarse al servicio militar como consecuencia de la Segunda Guerra Mundial. Su personaje fue entonces interpretado por Norman Tokar (uno de los guionistas del show), Dickie Jones (1943–44), y Raymond Ives (1944–45). Finalizada la guerra, Stone volvió al papel, interpretándolo hasta 1952, haciéndolo a partir de entonces y hasta la finalización del show, Bobby Ellis.
Finalizado su período con The Aldrich Family, Stone se dedicó principalmente a la dirección teatral y televisiva---irónicamente, su primer trabajo como director televisivo fue la versión para la pequeña pantalla de The Aldrich Family en 1952. A partir de entonces tuvo la oportunidad de dirigir en diferentes shows, entre ellos I Married Joan, Bachelor Father, Bob Hope Presents the Chrysler Theatre, Lassie, The Munsters, Perdidos en el espacio , Julia, y Love, American Style.
Stone también fue también intérprete de numerosos pequeños papeles, tanto en el cine como en la televisión, siendo uno de los más destacados el de un director cinematográfico en el episodio "Show Biz" de la segunda temporada de "Emergency!". En 1976 actuó en un especial televisivo, The Good Old Days of Radio, en el cual él y varias antiguas estrellas de la radio---Art Linkletter, Eddie Anderson (Rochester en The Jack Benny Program), Jim Jordan (Fibber McGee and Molly), Dennis Day, George Fenneman, y Edgar Bergen---hablaban sobre su carrera en ese medio.
Ezra Stone estuvo casado 48 años con la actriz Sara Seegar, permaneciendo ambos juntos hasta la muerte de ella en 1990. Cuatro años más tarde, Ezra Stone falleció a causa de un accidente de tráfico cerca de Perth Amboy, Nueva Jersey. Tenía 76 años de edad.